# The Great Impostor
The Great Impostor (en español: El gran impostor) es una película de 1961 basada en la historia real de un impostor llamado Ferdinand Waldo Demara. Basada con poca precisión en la biografía del mismo nombre escrita por Robert Crichton en 1959, está protagonizada por Tony Curtis y dirigida por Robert Mulligan. La película sigue con escasa exactitud las hazañas y vida real de Demara y presenta un tono más ligero que el libro en el que se basa.

## Trama
Trata sobre un hombre cuyo nombre real es Ferdinand Waldo Demara, pero es conocido por muchas otras identidades y cuando es detenido por la Guardia Costera en una isla de Nueva Inglaterra, recuerda los acontecimientos que lo llevaron a ese punto.
Demara dejó la escuela secundaria cuando era niño y se unió al ejército. Quería llegar a ser oficial, pero su falta de educación limitaba su propósito. En un capricho, él falsifica un conjunto de credenciales y se convierte en un infante de marina de los Estados Unidos.
Cuando la mentira se descubre, Demara es encarcelado y finge un suicidio para luego esconderse como un monje trapense. Después de un tiempo, es expulsado del monasterio, capturado y encarcelado en una prisión militar. Sin embargo, el director sin darse cuenta le confiesa muchos detalles de su propia vida a Demara, ya que siente simpatía por él. Tras su puesta en libertad, Demara se hace pasar por el director y consigue un trabajo en un centro penitenciario de Texas, donde ocupa un nuevo cargo de guardián junto a Eulalia, la hija del alcalde.
Chantajeado por un preso que lo reconoce desde la cárcel militar, Demara una vez más huye. Se une a la Marina Real de Canadá, con credenciales falsas de médico. Después de enamorarse de la enfermera Catherine Lacey, parte hacia Corea para servir a bordo de un buque de la Armada. Termina trabajando como dentista en el barco y haciendo operaciones en un hospital de Corea.
Considerado un "médico milagroso", Demara se vuelve popular cuando revela su pasado. Vuelve a cambiar su identidad y se dedica a enseñar en Nueva Inglaterra. Es entonces que la marina lo encuentra e intenta comenzar un juicio marcial. La enfermera Lacey y otros testifican a favor de Demara, ya que conocen su lado positivo, pero luego se escapa de su custodia y desaparece por años. Finalmente, el FBI envía a un agente con la misión de capturarlo, pero luego se revela que él mismo era Demara.

## Elenco
- Tony Curtis como Demara.
- Edmond O'Brien como el capitán Glover
- Gary Merrill como Pa Demara.
- Karl Malden como el padre Devlin.
- Raymond Massey como el abad.
- Joan Blackman como Catherine Lacey.
- Arthur O'Connell como el alcaide Chandler.
- Sue Ane Langdon como Eulalie.
- Frank Gorshin como Barney.
- Robert Middleton como el teniente Brown.